# Zombie Birdhouse
Zombie Birdhouse — шестой студийный альбом Игги Попа, выпущенный в 1982 году на лейбле Криса Стейна Animal Records. Переиздание было выпущено 9 сентября 2003 года и включало в себя дополнительный концертный бонус-диск.

## Список композиций
Все песни, кроме «Ordinary Bummer» и «Street Crazies», написаны Игги Попом и Робом Дюпри.
1. «Run Like a Villain» — 3:00
2. «The Villagers» — 3:46
3. «Angry Hills» — 2:55
4. «Life of Work» — 3:44
5. «The Ballad of Cookie McBride» — 2:58
6. «Ordinary Bummer» — 2:40
7. «Eat or Be Eaten» — 3:14
8. «Bulldozer» — 2:16
9. «Platonic» — 2:39
10. «The Horse Song» — 2:57
11. «Watching the News» — 4:10
12. «Street Crazies» — 3:53

### Бонус треки переиздания 2003 года
1. «Pain & Suffering» — 3:39

### Концертный бонус-диск переиздания 2003 года
1. «The Villagers» [Live] — 3:59
2. «Fall in Love with Me» [Live] — 3:06
3. «Ordinary Bummer» [Live] — 3:04
4. «The Horse Song» [Live] — 2:26
5. «Angry Hills» [Live] — 3:02
6. «Bulldozer» [Live] — 2:20
7. «The Ballad of Cookie McBride» [Live] — 3:47
8. «Platonic» [Live] — 2:41
9. «Life of Work» [Live] — 3:56
10. «Kill City» [Live] — 2:36
11. «Loose» [Live] — 2:52
12. «Search & Destroy» [Live] — 3:05
13. «Run Like a Villain» [Live] — 3:34
14. «Bang Bang» [Live] — 3:37
15. «Your Pretty Face is Going to Hell» [Live] — 3:16
16. «Eat or Be Eaten» [Live] — 3:44
17. «Sixteen» [Live] — 3:00
18. «Street Crazies» [Live] — 3:35

## Участники записи
- Игги Поп: вокал
- Роб Дюпри: гитара, клавишные, бэк-вокал
- Крис Стейн: бас
- Клем Бёрк: ударные, перкуссия